# Парвеню
Парвеню́ (от фр. parvenu — добившийся успеха, разбогатевший; выскочка) — человек незнатного происхождения, добившийся доступа в аристократическую среду и подражающий аристократам в своём поведении, манерах; выскочка.

## Содержание понятия в исторической ретроспективе
В некоторой мере слово является анахронизмом, и употребляется, прежде всего, как исторический термин, в частности, по отношению к успешным персоналиям прошлого, которые благодаря своим действиям (часто талантам) сумели прорваться на высшие ступени общества, которые занимала аристократия (часто наследственная).
В Российской империи, где традиция наследственных династий сравнительно часто прерывалась, а правитель олицетворял собой абсолютистскую власть, нередкими были случаи вхождения парвеню в элиту (например, граф Алексей Разумовский).

## Психологический аспект понятия
С психологической точки зрения парвеню характеризуются наследованием (иногда повторением) манер, поведения, обычаев аристократии. На практике нередко это означает гонки за роскошью на фоне художественной безвкусицы.